# کلمات روی دیوارهای حمام
کلمات روی دیوارهای حمام (انگلیسی: Words on Bathroom Walls) یک فیلم کمدی-درام محصول سال ۲۰۲۰ میلادی به کارگردانی تور فرویدنتال و به نویسندگی نیک نوودا، براساس رمانی به همین نام نوشته جولیا والتون است. در فیلم چارلی پلامر، اندی گارسیا، آناسوفیا راب، بت گرانت، مالی پارکر و والتون گاگینز به ایفای نقش می‌پردازند.
فیلم در ۲۱ اوت ۲۰۲۰ توسط رودساید اترکشنز منتشر شد. فیلم به‌طور کلی نظرات مثبتی از طرف منتقدان موسیقی دریافت کرد.